# Communauté d’agglomération du Pays de Meaux
Die Communauté d’agglomération du Pays de Meaux ist ein französischer Gemeindeverband mit der Rechtsform einer Communauté d’agglomération im Département Seine-et-Marne in der Region Île-de-France. Sie wurde am 16. Dezember 2016 gegründet und umfasst 26 Gemeinden. Der Verwaltungssitz befindet sich in der Gemeinde Meaux.

## Historische Entwicklung
Der Gemeindeverband entstand mit Wirkung vom 1. Januar 2016 durch die Fusion der Vorgängerorganisationen
- Communauté d’agglomération du Pays de Meaux (vor 2017) und
- Communauté de communes des Monts de la Goële.[3]

Trotz der Namensgleichheit mit der Vorgängerorganisation handelt es sich um eine Neugründung mit anderer Rechtspersönlichkeit.
Mit Wirkungen zum 1. Januar 2020 verließen die Gemeinden Boutigny, Quincy-Voisins, Saint-Fiacre und Villemareuil die Communauté de communes Pays Créçois und schlossen sich diesem Gemeindeverband an.

## Mitgliedsgemeinden
| Gemeinde                                    | Einwohner 1. Januar 2022 | Fläche km² | Dichte Einw./km² | Code INSEE | Postleitzahl |
| ------------------------------------------- | ------------------------ | ---------- | ---------------- | ---------- | ------------ |
| Barcy                                       | 375                      | 6,95       | 54               | 77023      | 77910        |
| Boutigny                                    | 850                      | 9,88       | 86               | 77049      | 77470        |
| Chambry                                     | 1.051                    | 9,75       | 108              | 77077      | 77910        |
| Chauconin-Neufmontiers                      | 3.726                    | 17,39      | 214              | 77335      | 77124        |
| Crégy-lès-Meaux                             | 5.419                    | 3,67       | 1.477            | 77143      | 77124        |
| Forfry                                      | 240                      | 5,80       | 41               | 77193      | 77165        |
| Fublaines                                   | 1.381                    | 5,48       | 252              | 77199      | 77470        |
| Germigny-l’Évêque                           | 1.350                    | 11,76      | 115              | 77203      | 77910        |
| Gesvres-le-Chapitre                         | 146                      | 4,23       | 35               | 77205      | 77165        |
| Isles-lès-Villenoy                          | 1.136                    | 6,97       | 163              | 77232      | 77450        |
| Mareuil-lès-Meaux                           | 3.313                    | 7,17       | 462              | 77276      | 77100        |
| Meaux                                       | 56.659                   | 14,95      | 3.790            | 77284      | 77100        |
| Montceaux-lès-Meaux                         | 646                      | 4,72       | 137              | 77300      | 77470        |
| Monthyon                                    | 1.747                    | 12,11      | 144              | 77309      | 77122        |
| Nanteuil-lès-Meaux                          | 7.054                    | 7,62       | 926              | 77330      | 77100        |
| Penchard                                    | 1.357                    | 4,34       | 313              | 77358      | 77124        |
| Poincy                                      | 776                      | 6,24       | 124              | 77369      | 77470        |
| Quincy-Voisins                              | 5.506                    | 10,33      | 533              | 77382      | 77860        |
| Saint-Fiacre                                | 490                      | 2,75       | 178              | 77408      | 77470        |
| Saint-Soupplets                             | 3.586                    | 13,78      | 260              | 77437      | 77165        |
| Trilbardou                                  | 692                      | 7,95       | 87               | 77474      | 77450        |
| Trilport                                    | 5.107                    | 10,97      | 466              | 77475      | 77470        |
| Varreddes                                   | 2.166                    | 8,00       | 271              | 77483      | 77910        |
| Vignely                                     | 323                      | 3,58       | 90               | 77498      | 77450        |
| Villemareuil                                | 383                      | 10,67      | 36               | 77505      | 77470        |
| Villenoy                                    | 5.073                    | 7,37       | 688              | 77513      | 77124        |
| Communauté d’agglomération du Pays de Meaux | 110.552                  | 214,43     | 516              | –          | –            |